# Lilla Köpinge naturreservat
Lilla Köpinge naturreservat är ett naturreservat i Ystads kommun i Skåne län.
Området är naturskyddat sedan 2019 och är 33 hektar stort. Reservatet ligger just väster om Köpingebro och består av sandiga gräsmarker och tallskog. 

## Bilder

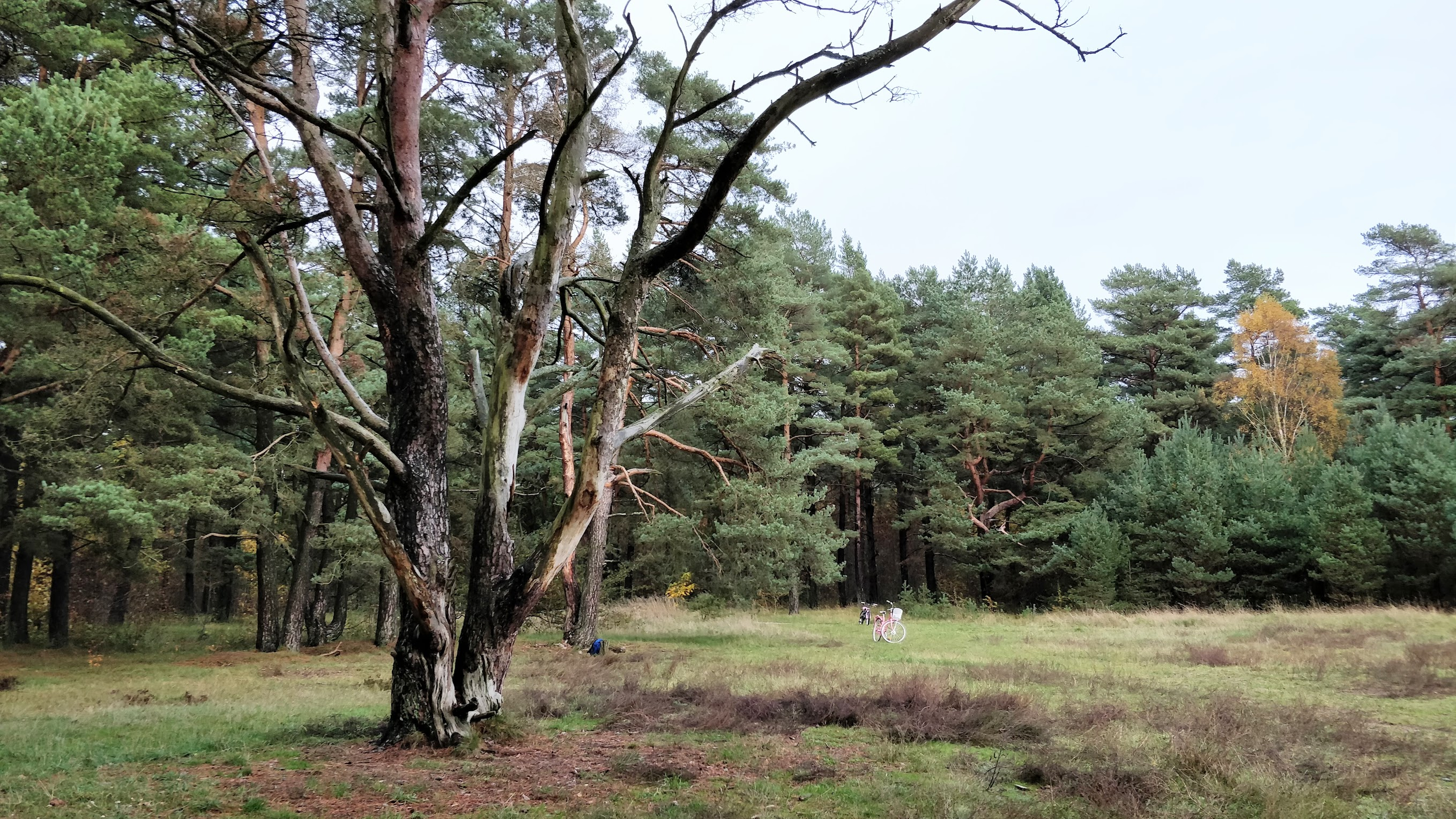
"Gläntan", ett populärt område för bland annat skolverksamhet.